# Kim Dae-jung
Kim Dae-jung, född 3 december 1925 på Haui-do, Södra Jeolla, död 18 augusti 2009 i Seoul, var en sydkoreansk politiker och landets president mellan 1998 och 2003. Han erhöll Nobels fredspris 2000 för sina insatser att förbättra relationerna med grannen Nordkorea, den så kallade solskenspolitiken. Kim Dae-jung avled den 18 augusti 2009, 83 år gammal, i sviterna av en hjärtattack. Han hade den 13 juli lagts in på sjukhus eftersom han ådragit sig en lunginflammation.

## Uppväxt och tidig politisk karriär
Kim föddes i en mindre by på ön Haui-do i sydvästra delen av den japanska kolonin Korea och tog examen från en handelsskola 1943.
Efter självständigheten från Japan engagerade han sig politiskt under Syngman Rhees styre (1948–1960). Han invaldes i parlamentet 1961 på sitt tredje försök; tre dagar efter valet upplöstes dock parlamentet efter en militärkupp genomförd av Park Chung-hee. Han återvaldes till parlamentet 1963 och blev en viktig ledare för det Demokratiska partiet. Han utmanade den sittande presidenten Park Chung-hee 1971; trots en problematisk valkampanj och valfusk lyckades Kim få 46 procent av rösterna vilket dock inte räckte för att besegra Park. I samband med det följande valet utsattes Kim Dae-jung för det första mordförsöket då en tung lastbil försökte ramma hans bil; han undkom dock med benskador.

## Exil och fångenskap
Efter år efter presidentvalet 1971 genomdrev Park Chung-hee undantagslagar och förbjöd all politisk verksamhet samt utsåg sig själv till president på livstid. Kim Dae-jung bedrev kampanjer mot Park utomlands, i USA och Japan. Han kidnappades 1973 i Tokyo av koreanska agenter och fördes till Sydkorea. Ursprungligen planerade underrättelsetjänsten att avrätta honom, men efter hårda protester från USA och Japan frigavs han fem dagar senare i Seoul men placerades omedelbart i husarrest. Han dömdes 1976 efter en protestvåg mot regimen till fem års fängelse, och 1978 omvandlades fängelsestraffet till husarrest.

## Dödsdom och ny exil
Strax efter att president Park hade mördats i oktober 1979 återfick Kim Dae-jung sin civila och politiska rättigheter, men efter en ny militärkupp arresterades han igen i maj 1980. I november samma år dömdes han till döden. Straffet lindrades senare till livstids fängelse och sedan till 20 års fängelse. Han frisläpptes dock 1982 och tilläts lämna Sydkorea för USA. Där stannade han till 1985, då han återvände till Sydkorea och på nytt placerades i husarrest. Han friades slutligen från alla anklagelser 1987 och ställde upp som presidentkandidat i valen 1987 och 1992.

## President och nobelpristagare

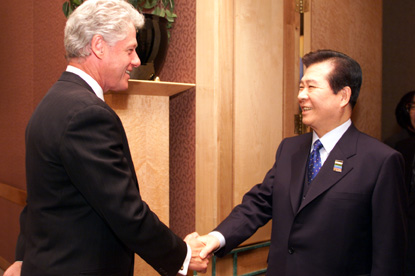
Kim Dae-jung och USA:s president Bill Clinton på APEC-mötet i Auckland 12 september 1999

Han valdes slutligen till president 1997 i den första demokratiska övergången av makt från det styrande partiet till oppositionen i Sydkoreas historia. Han tog över ledarskapet under en allvarlig ekonomisk kris och drog upp en lång rad reformer för att återställa ekonomin. Han inledde också den så kallade solskenspolitiken gentemot Nordkorea och blev 2000 den första sydkoreanska presidenten som besökte Nordkorea och träffade där Kim Jong-il. Han belönades samma år med Nobels fredspris. Tre år senare framkom det dock att Nordkorea fått 100 miljoner amerikanska dollar i utbyte för mötet och två av Kim Dae-jungs medarbetare dömdes för mutbrott i samband med härvan.